# Rekonstrukcija kraja kaznivega dejanja
Rekonstrukcija zločina ali rekonstrukcija kraja kaznivega dejanja je forenzična znanstvena disciplina v kateri pridobi preiskovalec: »eksplicitno znanje o nizu dogodkov, ki so se odvijali ob storitvi kaznivega dejanja. Znanje o dogodkih ob storitvi kaznivega dejanja pridobi z uporabo deduktivnega in induktivnega razmišljanja, materialnimi dokazi, znanstvenimi metodami in njihovimi medsebojnimi razmerji.« Gardner in Bevel razlagata, da rekonstrukcija kaznivega dejanja »vsebuje ocenjevanje okoliščin kraja kaznivega dejanja in tam najdenih materialnih dokazov v želji ugotoviti, kaj se je pri kaznivem dejanju zgodilo in v kakšnem vrstnem redu se je kaznivo dejanje izvršilo.« Chisum in Turvey razlagata da: »holistična rekonstrukcija prikazuje razvoj dejanj in okoliščin, ki temeljijo na sistemu najdenih in analiziranih dokazov povezanih s konkretnim zločinom. Za to filozofijo je značilno, da so vsi dokazi, ki se jih odkrije pri zločinu, obravnavani kot medsebojno odvisni; pomembnost vsakega dela, vsakega dejanja, in vsakega dogodka je potrjena ali zavrnjena na račun ostalih elementov.«

## Metode
Rekonstrukcija kraja kaznivega dejanja je bila opredeljena kot sestavljanje sestavljanke. Edina razlika je, da pri sestavljanju nimaš slike sestavljanke s pokrova škatle; analitiku pri opravljanju rekonstrukcije ni znano, kako naj bi zgledala slika. Poleg tega je mogoče tudi, da pri sestavljanju ne bodo prisotni vsi deli sestavljanke, zato bodo pri njej možne luknje. Kakorkoli, če je v pravem vrstnem redu sestavljenih dovolj koščkov sestavljanke, da lahko nastane dovolj jasna slika, jo lahko opazovalec prepozna in z njo odgovori na kritična vprašanja o njej.
V forenzični znanosti so tri pomembna področja pri iskanju odgovorov in določanju elementov kraja kaznivega dejanja: (1) rekonstrukcija posebnega dela dogajanja, (2) rekonstrukcija dogodka, in (3) rekonstrukcija materialnih dokazov. Rekonstrukcija posebnega dela dogajanja vključuje prometne nesreče, bombne napade, umore in raznovrstne nesreče. Rekonstrukcija dogodkov preverja povezave med dokazi, zaporedjem dogodkov in identiteto vpletenih. Rekonstrukcija materialnih dokazov se osredotoča na posamezne elemente, kot so orožje, krvni madeži, delčki stekla in ostalimi deli dokazov s katerih je mogoče pridobiti DNK za analizo.

## Expertize
Za izdelavo rekonstrukcij mora imeti preiskovalec oz. oseba, ki opravlja rekonstrukcije, določeno tehnično znanje in mora temeljito poznati forenzično preiskovanje. Za področje rekonstrukcij ni nobenega izrecnega izobraževalnega pogoja za izobrazbo; vseeno pa posedujejo izdelovalci rekonstrukcij dodiplomsko ali podiplomsko izobrazbo iz forenzične znanosti, kemije, biologije, fizike, inženiringa  ali kazenskega pravosodja. Poleg osnovne izobrazbe mora imeti izdelovalec rekonstrukcij precejšnjo količino preiskovalnih izkušenj in izkušenj s področja analiziranja krajev kaznivih dejanj ter materialnih dokazov. Večina izdelovalcev rekonstrukcij je pridobila izkušnje s preiskovanjem krajev kaznivih dejanj, preiskovanjem umorov ali kot medicinsko pravni preiskovalci.
Nedvomno je izdelovalec rekonstrukcij forenzični znanstvenik, ki je specializiran za področje interpretacije in sestavljanja dokazov v smiseln zaporedni vrstni red. Chisum in Turvey razlagata, da oseba, ki izdeluje rekonstrukcijo: »ne rabi biti strokovnjak iz vseh forenzičnih disciplin«, ampak »mora biti strokovnjak iz samo ene forenzične discipline in sicer iz interpretacije bistva dokazov«. Izdelovalec rekonstrukcije kraja kaznivega dejanja ni nujno tudi isti strokovnjak, ki izdeluje laboratorijske izvide kot so DNK profiliranje ali izdelovanje analiz orožja in orodja; vseeno pa mora imeti usposobljeni izdelovalec rekonstrukcije kaznivega dejanja ustrezno poznavanje in razumevanje vseh delov dokazov ter kako vsi ti dokazi spadajo skupaj v kontekst kraja kaznivega dejanja. Tako je sposoben izdelovalec rekonstrukcij sestaviti skupaj vse potrebne kose sestavljanke, da je nato vidna celotna slika. 

## Profesionalna združenja
Leta 1991 je skupina profesionalcev s področja preiskovanja krajev kaznivih dejanj oblikovala združenje The Association for Crime Scene Reconstruction, saj so »videli potrebo po organizaciji, ki bi vključevala poznavanje celotnega kraja kaznivega dejanja in pomembnost rekonstruiranja kraja kaznivega dejanja, da bi se boljše razumelo elemente kaznivega dejanja in boljše zavarovalo dokaze.« Združenje izdaja s strani stanovskih kolegov recenzirano revijo, organizira letno konferenco na kateri pridobijo člani združenja nove informacije s področja najnovejših tehnik in tehnologij, ki so uporabljene pri rekonstrukcijah, ter si na konferenci izmenjujejo preiskovane primere. Mnogi izdelovalci rekonstrukcij so prav tako člani International Association of Blodstain Pattern Analysts, the American Academy of Forensic Sciences in International Association for Identification.

## Certificiranje
Mednarodno združenje za identifikacijo je edino nacionalno priznano združenje v Združenih državah Amerike s certifikatom za izpeljavo programov rekonstrukcij krajev kaznivih dejanj. Kandidati morajo za vključitev v izobraževalni program izpolnjevati določene pogoje, kot je minimalno pet let izkušenj s področja rekonstrukcij kraja kaznivega dejanja; kandidati so dosegli vsaj 120 ur ustreznega profesionalnega usposabljanja, ki vključuje obravnavo primerov analiz vzorcev krvnih sledi, rekonstrukcij streljanja in drugih povezanih področij; ter morajo izpolnjevati pogoje kot so objavljen članek v strokovni reviji, predstavljati primere kateremu od profesionalnih združenj, ali biti aktiven inštruktor v praksi. Ko odbor potrdi kandidate, morajo le-ti uspešno opraviti test s 300 vprašanji in uspešno opraviti praktična vprašanja, ki so povezava z dejanskimi primeri dokazov s krajev kaznivih dejanj prikazanih na fotografijah. Certifikat je veljaven pet let. Mednarodno združenje za identifikacijo ima na spletni strani objavljen seznam izdelovalcev kraja kaznivega dejanja.